# Lövtjärnen (Torsåkers socken, Gästrikland)
Lövtjärnen är en sjö i Hofors kommun i Gästrikland och ingår i Gavleåns huvudavrinningsområde.